# Campeonato Sudamericano de Fútbol Sub-15 de 2005
El Campeonato Sudamericano Sub-15 de 2005 fue un campeonato de fútbol celebrado en Bolivia, entre el 23 de octubre y el 4 de noviembre del 2005. La selección de Brasil finalmente se consagró campeona del torneo y aseguró, junto con Argentina, los pasajes al mundial de la categoría.
Las sedes del torneo fueron las ciudades de Santa Cruz de la Sierra, Warnes y Montero.

## Primera fase
Los 10 equipos participantes en la primera ronda se dividieron en 2 grupos de 5 equipos cada uno. Luego de una liguilla simple (a una sola rueda de partidos), pasaron a segunda ronda los equipos que ocuparon las posiciones primera y segunda de cada grupo.

### Grupo A
| Equipo    | Pts | PJ | PG | PE | PP | GF | GC |
| --------- | --- | -- | -- | -- | -- | -- | -- |
| Argentina | 12  | 4  | 4  | 0  | 0  | 11 | 3  |
| Bolivia   | 9   | 4  | 3  | 0  | 1  | 11 | 5  |
| Venezuela | 4   | 4  | 1  | 1  | 2  | 6  | 8  |
| Chile     | 2   | 4  | 0  | 2  | 2  | 6  | 11 |
| Perú      | 1   | 4  | 0  | 1  | 3  | 2  | 9  |

| 23 de octubre de 2005 | Bolivia          | 1:0 | Venezuela | Estadio Ramón Tahuichi Aguilera, Santa Cruz de la Sierra |  |
|                       | Carlos Sabja 11' |     |           |                                                          |  |

| 23 de octubre de 2005 | Argentina            | 1:0 | Perú | Estadio Ramón Tahuichi Aguilera, Santa Cruz de la Sierra |  |
|                       | Federico Laurito 59' |     |      |                                                          |  |

| 25 de octubre de 2005 | Chile                                       | 3:3 | Venezuela                                                      | Estadio Gilberto Parada, Montero |  |
|                       | Renato González 58' 70' · Danilo Bustos 77' |     | José Antonio Páez 24' · Reimond Manco 59' · José Velázquez 66' |                                  |  |

| 25 de octubre de 2005 | Bolivia                                                                   | 5:1 | Perú                   | Estadio Gilberto Parada, Montero |  |
|                       | Juan Pablo Zabala 14' 86' · Javier Saucedo 78' 81' · Alexander Medina 43' |     | Christian La Torre 56' |                                  |  |

| 27 de octubre de 2005 | Venezuela                                | 2:0 | Perú | Estadio Ramón Tahuichi Aguilera, Santa Cruz de la Sierra |  |
|                       | Marlon Bastardo 61' · José Velázquez 83' |     |      |                                                          |  |

| 27 de octubre de 2005 | Argentina                                         | 3:1 | Chile             | Estadio Ramón Tahuichi Aguilera, Santa Cruz de la Sierra |  |
|                       | Federico Laurito 33' 85' · Santiago Fernández 67' |     | Danilo Bustos 31' |                                                          |  |

| 29 de octubre de 2005 | Bolivia                                              | 4:1 | Chile               | Estadio Edgar Peña, Warnes |  |
|                       | Juan Pablo Zabala 35' 59' 89' · Alexander Medina 79' |     | Renato González 63' |                            |  |

| 29 de octubre de 2005 | Argentina                                         | 4:1 | Venezuela | Estadio Edgar Peña, Warnes |  |
|                       | Federico Laurito 17' 46' · Santiago Fernández 32' |     |           |                            |  |

| 31 de octubre de 2005 | Perú                       | 1:1 | Chile               | Estadio Ramón Tahuichi Aguilera, Santa Cruz de la Sierra |  |
|                       | José Valderrama 26' (a.g.) |     | José Valderrama 79' |                                                          |  |

| 31 de octubre de 2005 | Bolivia                 | 1:3 | Argentina | Estadio Ramón Tahuichi Aguilera, Santa Cruz de la Sierra |  |
|                       | Carlos Sabja 26' (pen.) |     |           |                                                          |  |

### Grupo B
| Equipo   | Pts. | PJ | PG | PE | PP | GF | GC |
| -------- | ---- | -- | -- | -- | -- | -- | -- |
| Brasil   | 12   | 4  | 4  | 0  | 0  | 13 | 2  |
| Paraguay | 7    | 4  | 2  | 1  | 1  | 7  | 3  |
| Colombia | 4    | 4  | 1  | 1  | 2  | 8  | 7  |
| Uruguay  | 4    | 4  | 1  | 1  | 2  | 3  | 6  |
| Ecuador  | 1    | 4  | 0  | 1  | 3  | 2  | 15 |

| 23 de octubre de 2005 | Brasil | 6:0 | Ecuador | Estadio Gilberto Parada, Montero |  |

| 23 de octubre de 2005 | Paraguay | 3:0 | Uruguay | Estadio Gilberto Parada, Montero |  |

| 25 de octubre de 2005 | Colombia | 1:1 | Uruguay | Estadio Ramón Tahuichi Aguilera, Santa Cruz de la Sierra |  |

| 25 de octubre de 2005 | Brasil | 2:1 | Paraguay | Estadio Ramón Tahuichi Aguilera, Santa Cruz de la Sierra |  |

| 27 de octubre de 2005 | Colombia | 6:1 | Ecuador | Estadio Gilberto Parada, Montero |  |

| 27 de octubre de 2005 | Brasil | 2:0 | Uruguay | Estadio Gilberto Parada, Montero |  |

| 29 de octubre de 2005 | Uruguay | 2:0 | Ecuador | Estadio Ramón Tahuichi Aguilera, Santa Cruz de la Sierra |  |

| 29 de octubre de 2005 | Paraguay | 2:0 | Colombia | Estadio Ramón Tahuichi Aguilera, Santa Cruz de la Sierra |  |

| 31 de octubre de 2005 | Paraguay | 1:1 | Ecuador | Estadio Edgar Peña, Warnes |  |

| 31 de octubre de 2005 | Brasil | 3:1 | Colombia | Estadio Edgar Peña, Warnes |  |

## Fase Final
|  | Semifinales                             | Semifinales                             |   |                                         | Final                                   | Final |  |
|  |                                         |                                         |   |                                         |                                         |       |  |
|  |                                         |                                         |   |                                         |                                         |       |  |
|  | Santa Cruz de la Sierra, 2 de noviembre |                                         |   |                                         |                                         |       |  |
|  | Argentina                               | 2                                       |   |                                         |                                         |       |  |
|  | Paraguay                                | 0                                       |   |                                         |                                         |       |  |
|  |                                         |                                         |   |                                         |                                         |       |  |
|  |                                         |                                         |   |                                         | Santa Cruz de la Sierra, 4 de noviembre |       |  |
|  |                                         |                                         |   |                                         | Argentina                               | 2     |  |
|  |                                         | Brasil                                  | 6 |                                         |                                         |       |  |
|  |                                         |                                         |   |                                         |                                         |       |  |
|  |                                         |                                         |   |                                         |                                         |       |  |
|  |                                         |                                         |   |                                         | Tercer lugar                            |       |  |
|  | Santa Cruz de la Sierra, 2 de noviembre | Santa Cruz de la Sierra, 2 de noviembre |   | Santa Cruz de la Sierra, 4 de noviembre | Santa Cruz de la Sierra, 4 de noviembre |       |  |
|  | Brasil                                  | 3                                       |   | Paraguay                                | 1                                       |       |  |
|  | Bolivia                                 | 2                                       |   |                                         | Bolivia                                 | 0     |  |

### Semifinales
| 2 de noviembre de 2005 | Argentina                                     | 2:0 (1:0) | Paraguay | Estadio Ramón Tahuichi Aguilera, Santa Cruz de la Sierra |  |
|                        | Santiago Fernández 36' · Federico Laurito 86' |           |          |                                                          |  |

| 2 de noviembre de 2005 | Brasil                                     | 3:2 (2:1) | Bolivia                                        | Estadio Ramón Tahuichi Aguilera, Santa Cruz de la Sierra |  |
|                        | André 18' (pen.) · Bernardo 22' · Alex 55' |           | Carlos Sabja 31' (pen.) · Alexander Medina 74' |                                                          |  |

### Tercer lugar
| 4 de noviembre de 2005 | Paraguay          | 1:0 (1:0) | Bolivia | Estadio Ramón Tahuichi Aguilera, Santa Cruz de la Sierra |                                                          |
|                        | Rubén Pizurno 34' |           |         | Asistencia: 3.000 espectadores Árbitro(s): Enrique Osses | Asistencia: 3.000 espectadores Árbitro(s): Enrique Osses |

### Final
| 4 de noviembre de 2005 | Brasil                                                 | 6:2 (3:0) | Argentina                                      | Estadio Ramón Tahuichi Aguilera, Santa Cruz de la Sierra |                                                        |
|                        | Fábio 5' · Bernardo 11' 29' 48' · Alex 63' · Tales 74' |           | Cristian Gaitán 56' · Leandro Basterrechea 87' | Asistencia: 3.000 espectadores Árbitro(s): Samuel Haro   | Asistencia: 3.000 espectadores Árbitro(s): Samuel Haro |

| Brasil                     |
| Campeón Brasil 1.er título |

## Cuadro Final
|    | Selección | Pts. | PJ | PG | PE | PP | GF | GC | Dif. |
| 1  | Brasil    | 18   | 6  | 6  | 0  | 0  | 22 | 6  | 16   |
| 2  | Argentina | 15   | 6  | 5  | 0  | 1  | 15 | 9  | 6    |
| 3  | Paraguay  | 10   | 6  | 3  | 1  | 2  | 8  | 5  | 3    |
| 4  | Bolivia   | 9    | 6  | 3  | 0  | 3  | 13 | 9  | 4    |
| 5  | Colombia  | 4    | 4  | 1  | 1  | 2  | 8  | 7  | 1    |
| 7  | Venezuela | 4    | 4  | 1  | 1  | 2  | 6  | 8  | -2   |
| 6  | Uruguay   | 4    | 4  | 1  | 1  | 2  | 3  | 6  | -3   |
| 8  | Chile     | 2    | 4  | 0  | 2  | 2  | 6  | 11 | -5   |
| 9  | Perú      | 1    | 4  | 0  | 1  | 3  | 2  | 9  | -7   |
| 10 | Ecuador   | 1    | 4  | 0  | 1  | 3  | 2  | 15 | -13  |